# Sepp Parzinger
Sepp Parzinger (* 3. Mai 1911 in Altenmarkt/Osterhofen; † 28. Juni 1979 in Altenmarkt an der Alz) war ein deutscher Politiker der Bayernpartei und Mitglied des Deutschen Bundestages.
Sepp Parzinger war von Beruf Maurer. Im Jahr 1938 übernahm er das elterliche Handelsgeschäft für Baustoffe und Düngemittel. Von 1939 bis 1945 nahm er als Soldat am Zweiten Weltkrieg teil. Parzinger trat der Bayernpartei bei, wurde 1948 in den Kreistag gewählt und war ab Mai 1949 stellvertretender Landrat des Landkreises Traunstein.
Er war von 1949 bis 1953 Mitglied des ersten Deutschen Bundestages, in den er für die Bayernpartei mit 33,6 % der Stimmen als Direktkandidat des Wahlkreises Traunstein gewählt wurde. Ab dem 14. Dezember 1951 gehörte er der Fraktion der Föderalistischen Union an. Diese war aus einer Fusion der Fraktionen der Bayernpartei und der Zentrumspartei entstanden, um den Fraktionsstatus zu behalten.